# Paul Kelvin
Paul Kelvin (f. Paul Helbin, 22. juli 1914 i København – 8. oktober 1970) var en dansk skuespiller.
Kelvin var elev ved Otto Jacobsens Turné og var bl.a. tilknyttet Odense Teater 1966–1968.
Han er begravet på Solbjerg Parkkirkegård, Frederiksberg.

## Filmografi
- Mig og min familie (1957)
- Løgn og løvebrøl (1961)
- Premiere i helvede (1964)
- En ven i bolignøden (1965)
- Nu stiger den (1966)
- Min søsters børn vælter byen (1968)
- Det kære legetøj (1968)